# ТП1
ТП1 (теплопаровоз, 1 вариант) — опытный советский теплопаровоз (гибрид паровоза с тепловозом), созданный на Коломенском заводе под руководством инженеров Л. С. Лебедянского и М. Н. Щукина.
Данный теплопаровоз должен был развивать мощность 3000-3500 л.с., то есть как паровоз ФД. Причём 1000—1500 л.с. локомотив должен был развивать за счёт паровой машины, а 2000 л.с. за счёт двухтактного дизеля. Топливом для дизеля служил горючий газ, который получался на тендере из антрацитов. По конструкции теплопаровоз был максимально унифицирован со многими советскими паровозами. Также на нём была реализована идея о двух будках машиниста, одна из которых размещается перед котлом. Ранее такой вариант предлагалось внедрить на паровозе ФД, но по ряду причин (это значительно бы затруднило ревизию дымовой коробки) от него отказались.
26 декабря теплопаровоз ТП1-1 совершил опытный пробег от станции Голутвин до Рязани, а в июне 1940 прибыл в Москву, где его отправили на экспериментальное кольцо ВНИИЖТа. На данном кольце локомотив до ноября того же года совершил 76 поездок, а общий пробег составил 1790 км. Из-за ряда дефектов (например, преждевременные вспышки топлива) теплопаровоз был отправлен на завод, откуда вернулся на кольцо в первой половине 1941 года, после чего продолжились испытания. Из-за начавшейся войны, работы по доводке теплопаровоза так и не были завершены.